# Seebach (Bas-Rhin)
Seebach ist eine französische Gemeinde mit 1646 Einwohnern (Stand 1. Januar 2021) im Département Bas-Rhin in der Europäischen Gebietskörperschaft Elsass und in der Region Grand Est. Sie entstand im November 1974 durch die Fusion der Gemeinden Nieder- und Oberseebach und ist neun Kilometer von Weißenburg entfernt. Der nächste Bahnhof befindet sich in Hunspach. Seebach ist Mitglied der Communauté de communes du Pays de Wissembourg.
Fachwerkhäuser prägen das Ortsbild. Seit 1982 wird in Seebach jährlich die Streisselhochzeit als großes Volksfest gefeiert.
Seebach diente dem Dichter Jean-Jacques Waltz, genannt Hansi, als Vorbild für sein Werk Mon village. Ceux qui n'oublient pas.

## Bevölkerungsentwicklung
| 1962 | 1968 | 1975 | 1982 | 1990 | 1999 | 2006 | 2017 | 2021 |
| ---- | ---- | ---- | ---- | ---- | ---- | ---- | ---- | ---- |
| 1412 | 1509 | 1616 | 1512 | 1541 | 1672 | 1752 | 1672 | 1646 |

## Wappen
Wappenbeschreibung: In Silber und Grün gespalten. Vorn ein roter Krummstab und hinten ein schrägrechter silberner Wellenbalken. Ein Majuskel "S" in Schwarz liegt auf.
Kirchen

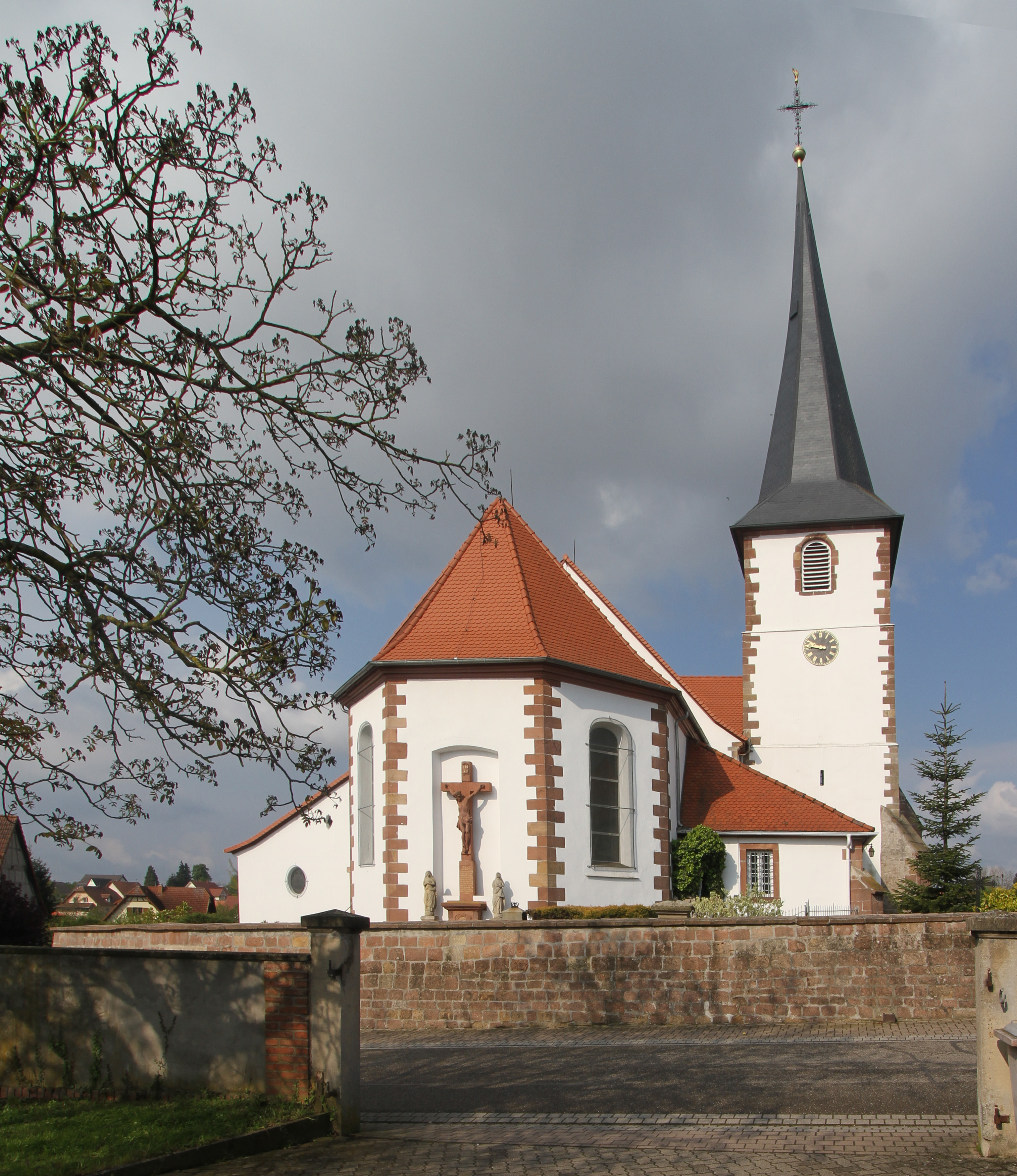
Kirche St. Martin
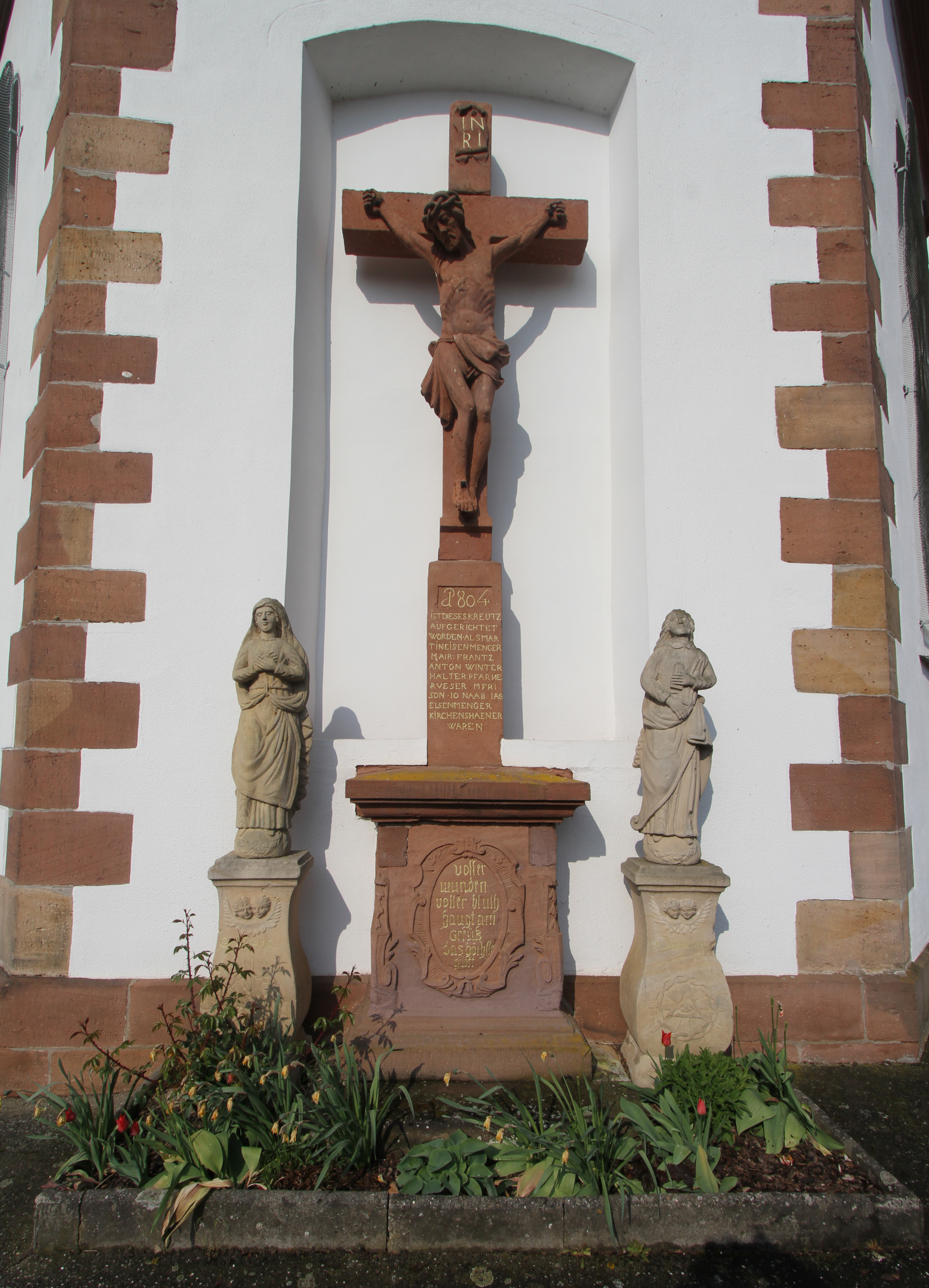
Calvaire an St. Martin
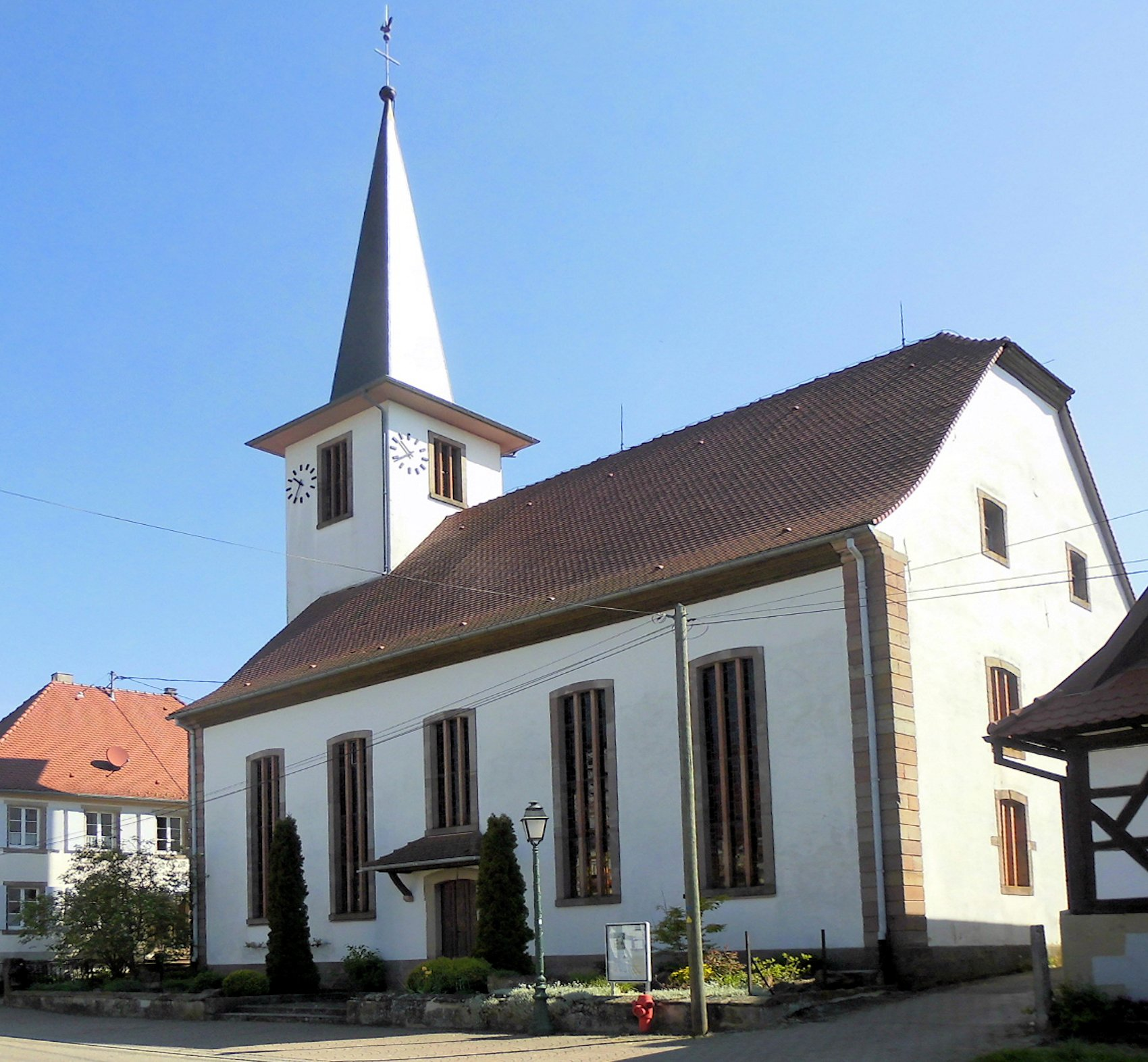
Protestantische Kirche Seebach
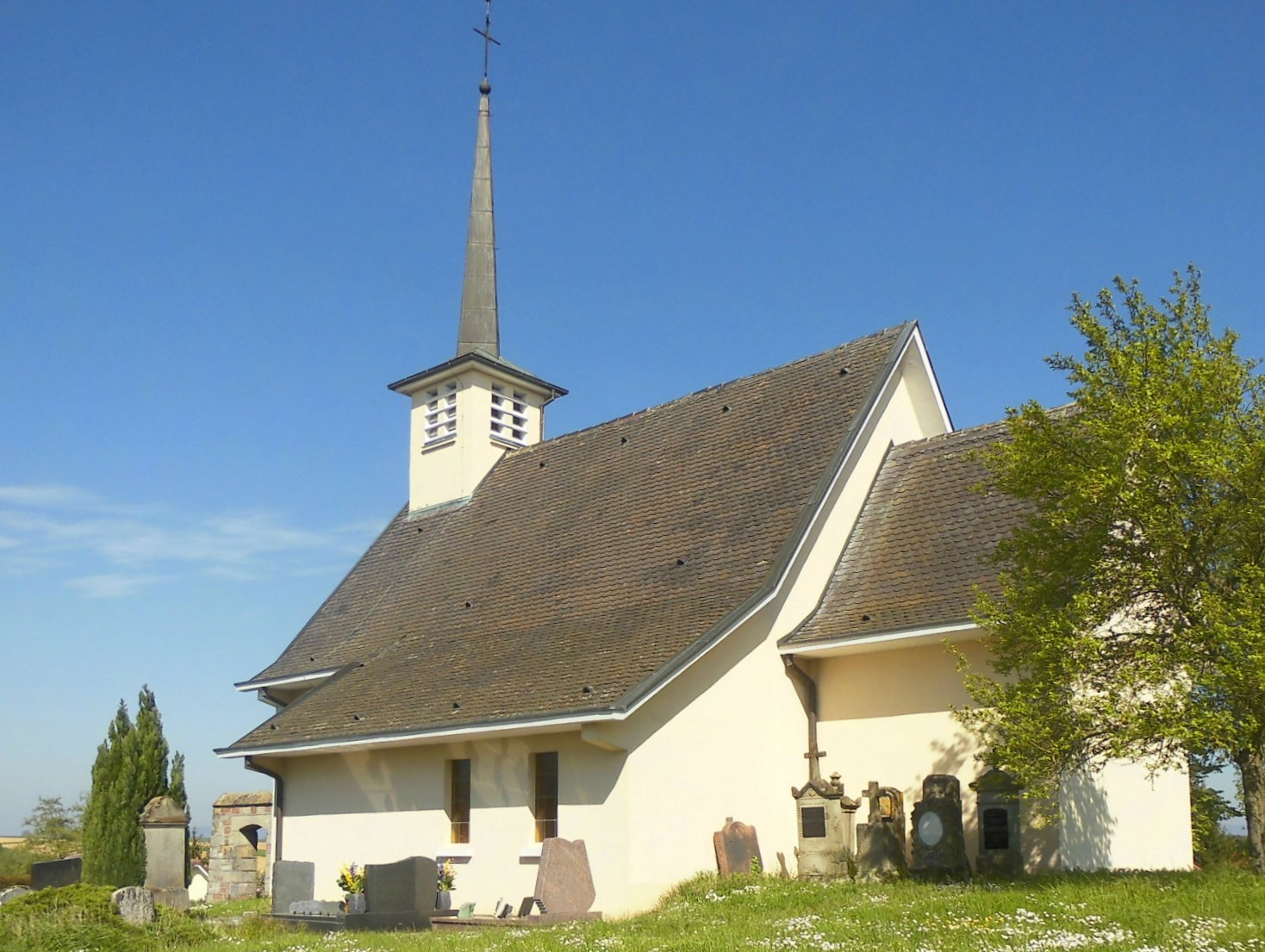
Protestantische Kirche St. Wendelin in Niederseebach

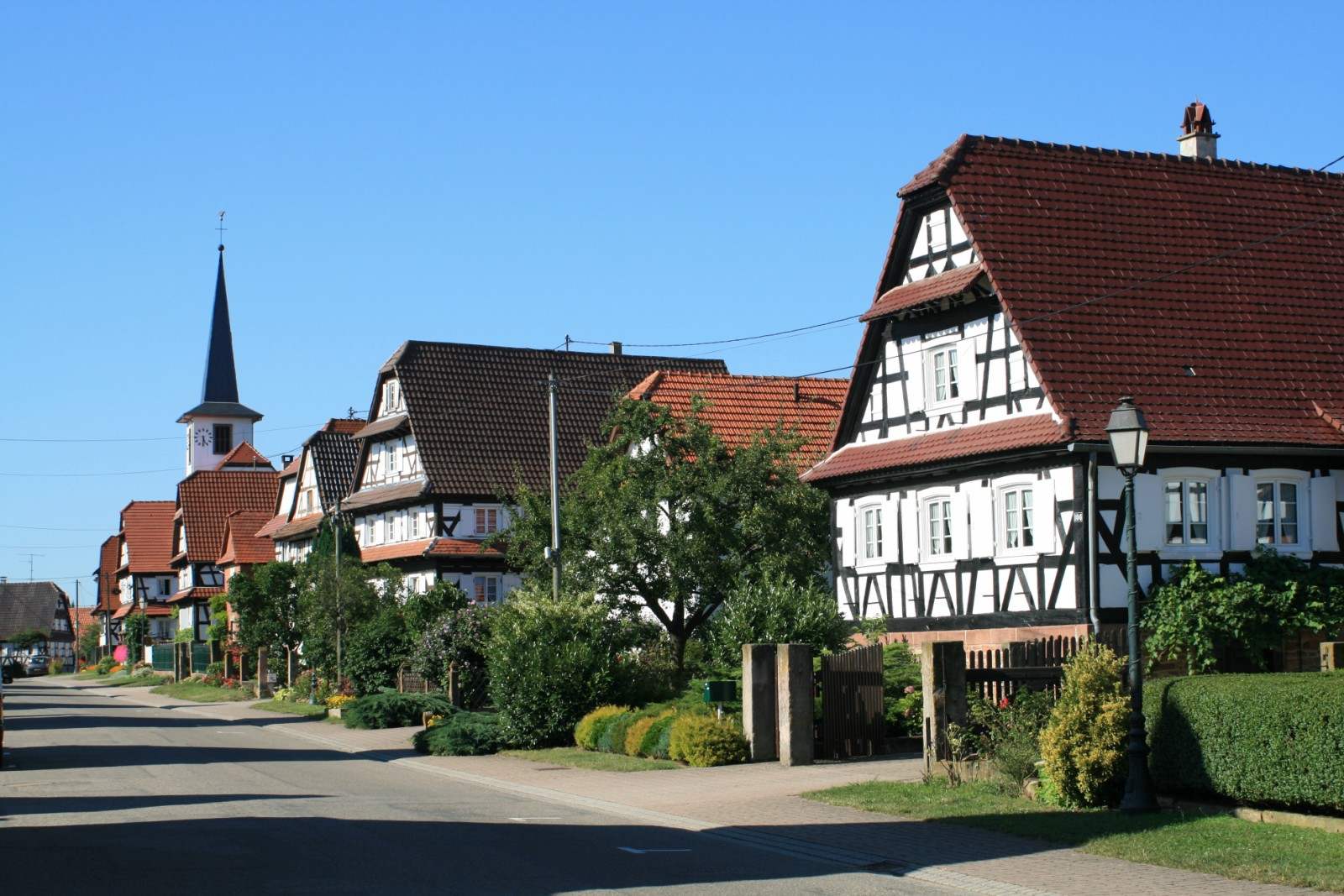
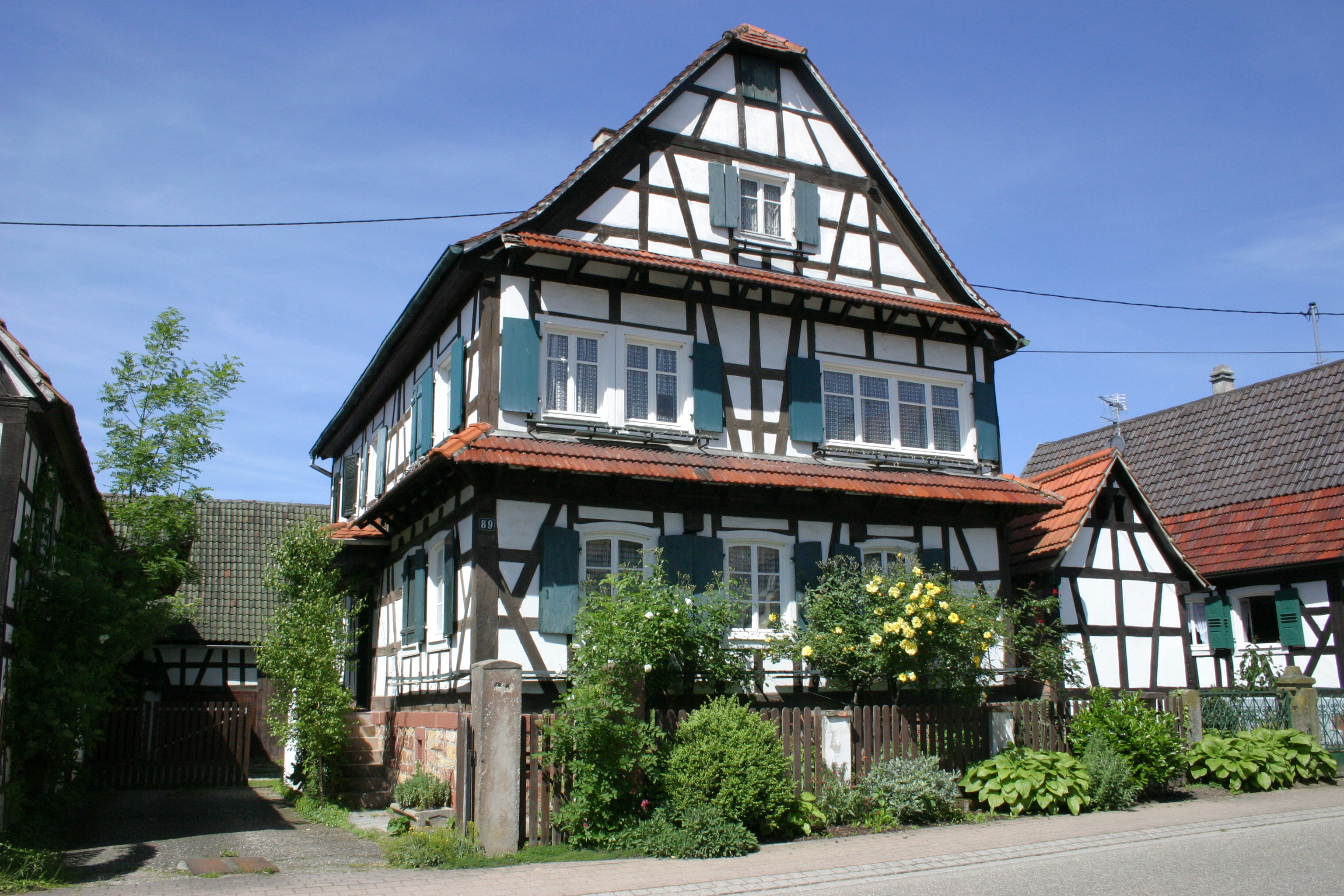
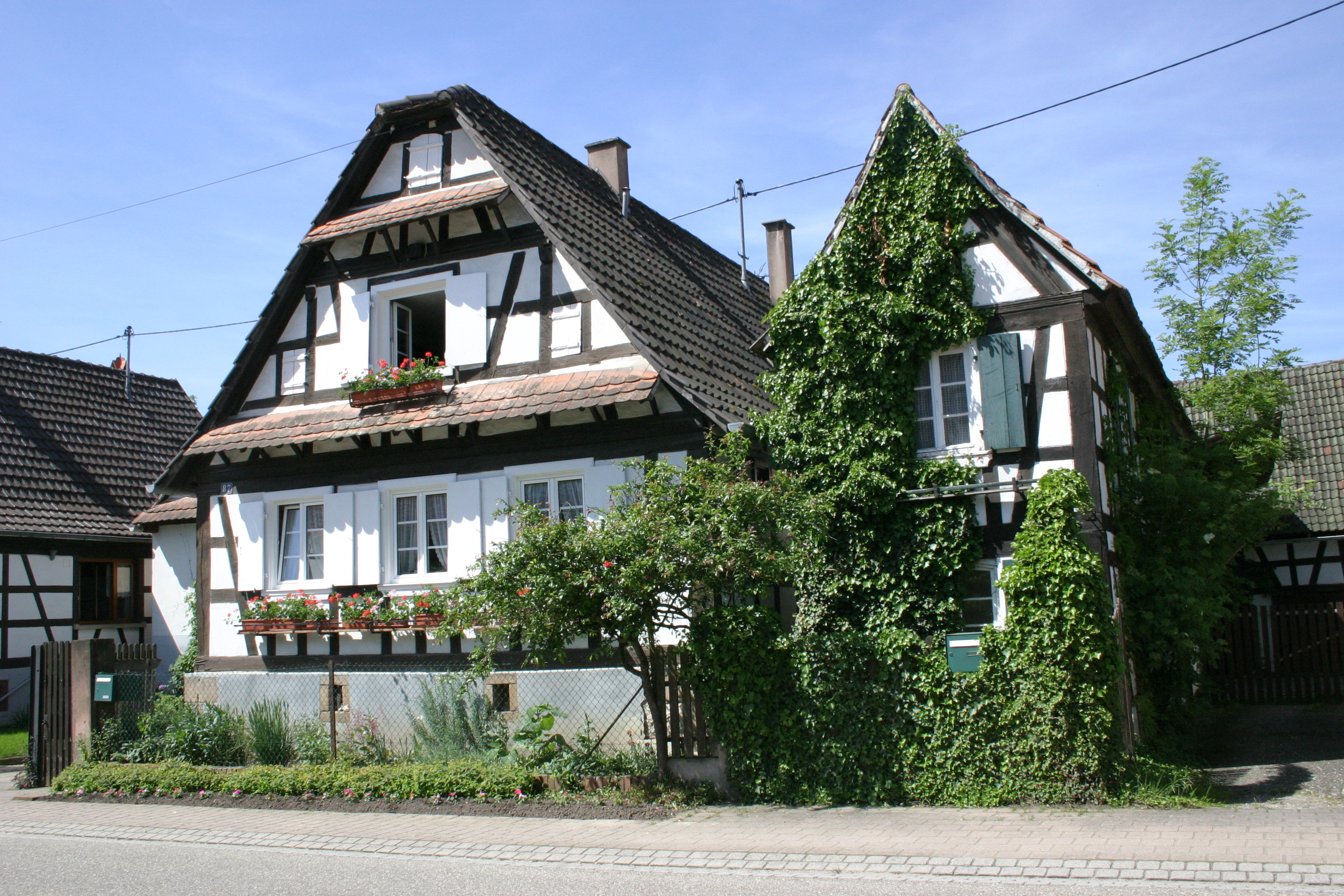
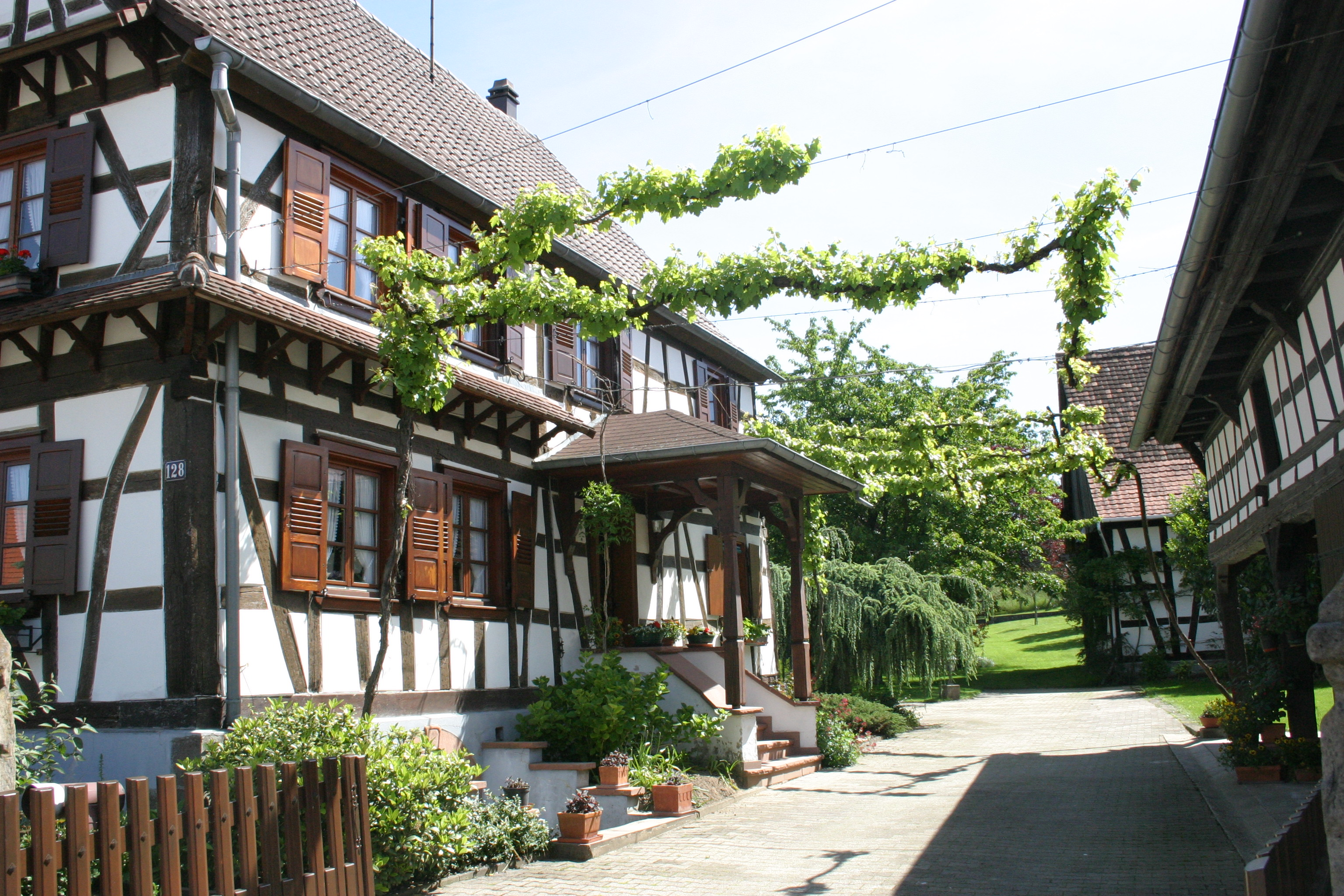

Fachwerkhäuser

## Persönlichkeiten
- Roger Bauer (1918–2005), Literaturwissenschaftler